# Ľupčianska Magura
Ľupčianska Magura (1315 m) – szczyt i rozległy masyw górski w Niżnych Tatrach na Słowacji, zamykający od północy wylot Doliny Lupczańskiej (Ľupčianska dolina). Jego pocięte licznymi dolinkami potoków północne stoki opadają do Kotliny Liptowskiej na odcinku od miejscowości Partizánska Ľupča, przez miejscowość Malatíny aż po miejscowość Liptovské Kľačany. W masywie wyróżniono 3 wierzchołki: Predná Magura (1171 m) na zachodnim końcu, właściwy szczyt Ľupčianska Magura w środku i Brestovec (1062 m) na północno-wschodnim końcu. Zachodnie i południowo-zachodnie stoki masywu opadają do doliny potoku Ľupčianka, wschodnie do Doliny Klaczańskiej ( Kľačianska dolina), w południowo-zachodnim kierunku biegnie grzbiet dochodzący do głównej grani Niżnych Tatr i tworzący wschodnie obramowanie Doliny Lupczańskiej.
Ľupčianska Magura jest porośnięta lasem, jednak bliskość siedzib ludzkich była przyczyną, że wytworzono na niej wiele polan użytkowanych pastersko. Duża polana wierzchołkowa (dawna hala) ciągnie się na grzbiecie łączącym szczyty Predná Magura i Ľupčianska Magura, oprócz niej istnieje jeszcze wiele innych polan.
W masywie Ľupčianskiej Magury poprowadzono jeden szlak turystyczny, kończący się na szczycie Prednej Magury. Można jednak ścieżką przez grzbietową halę podejść wyżej, w kierunku szczytu Ľupčianska Magura. Sam szczyt Ľupčianskiej Magury jednak porasta las, pozbawiony więc jest panoramy widokowej.
Cały masyw Ľupčianskiej Magury znajduje się poza granicami Parku Narodowego Niżne Tatry i prowadzi się w nim normalną gospodarkę leśną. Wykonano kilka dróg do zwózki drewna.

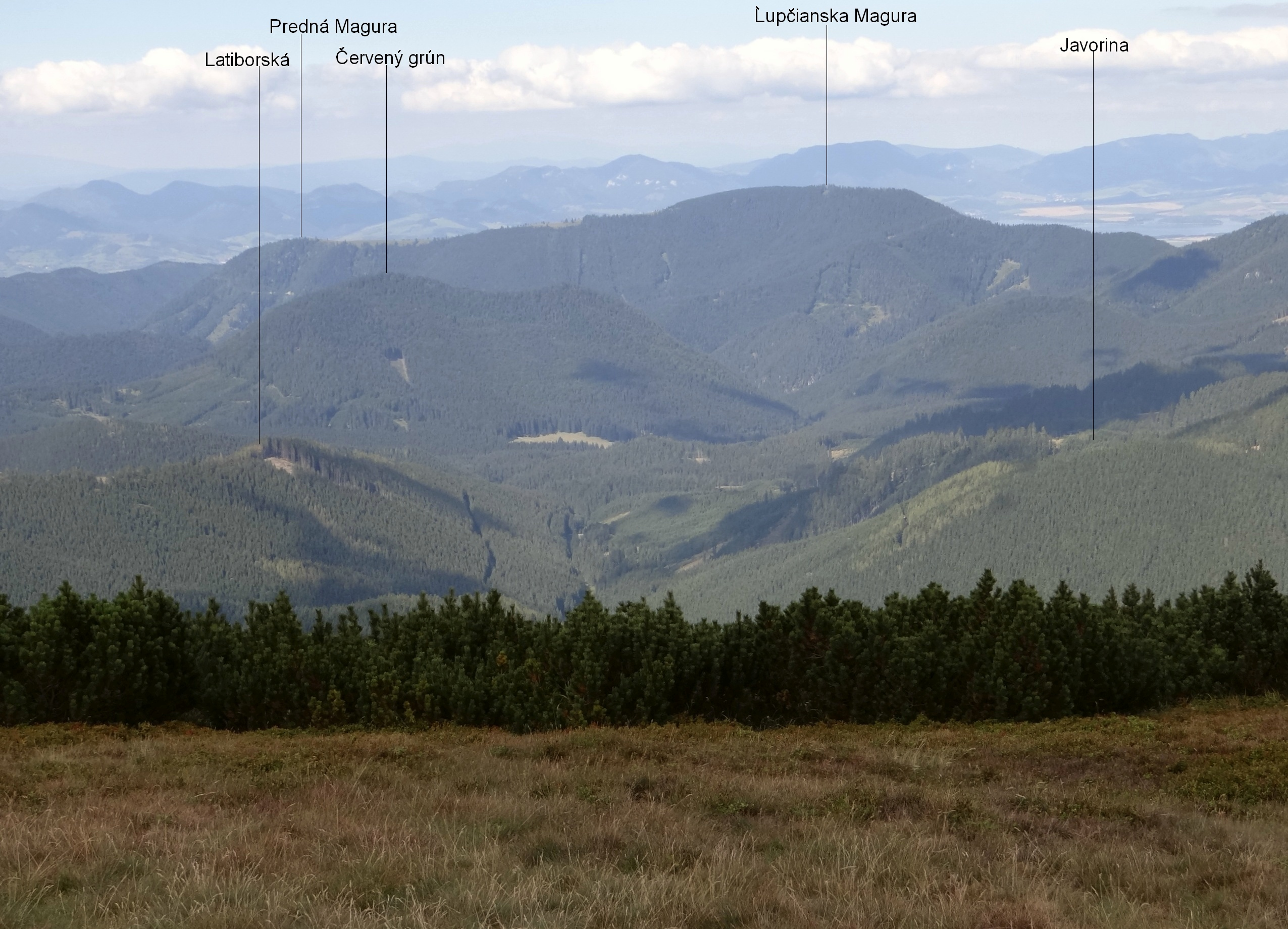
Widok z Latiborskiej Hali
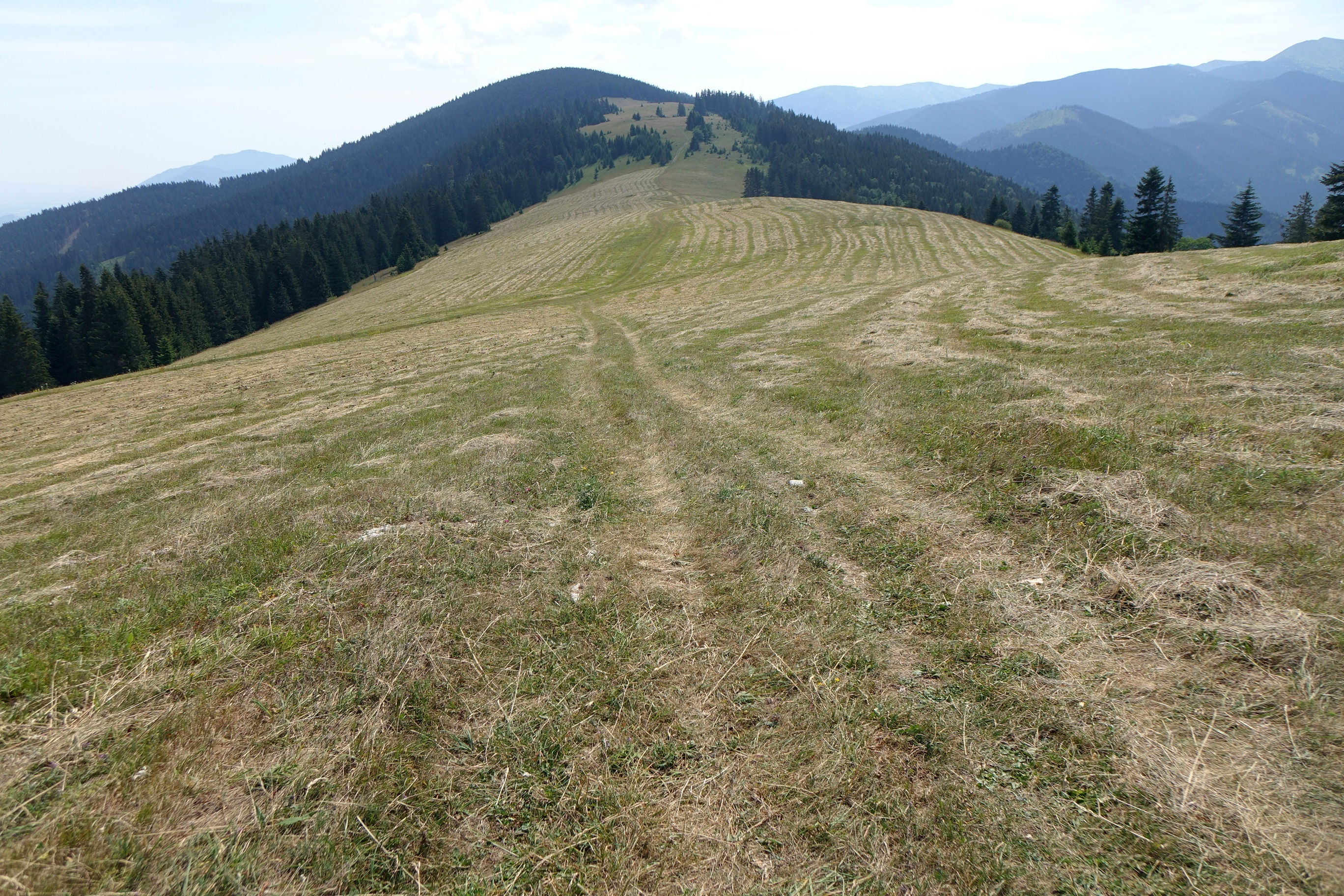
Widok na Lupczańską Magurę ze szczytu Predná Magura
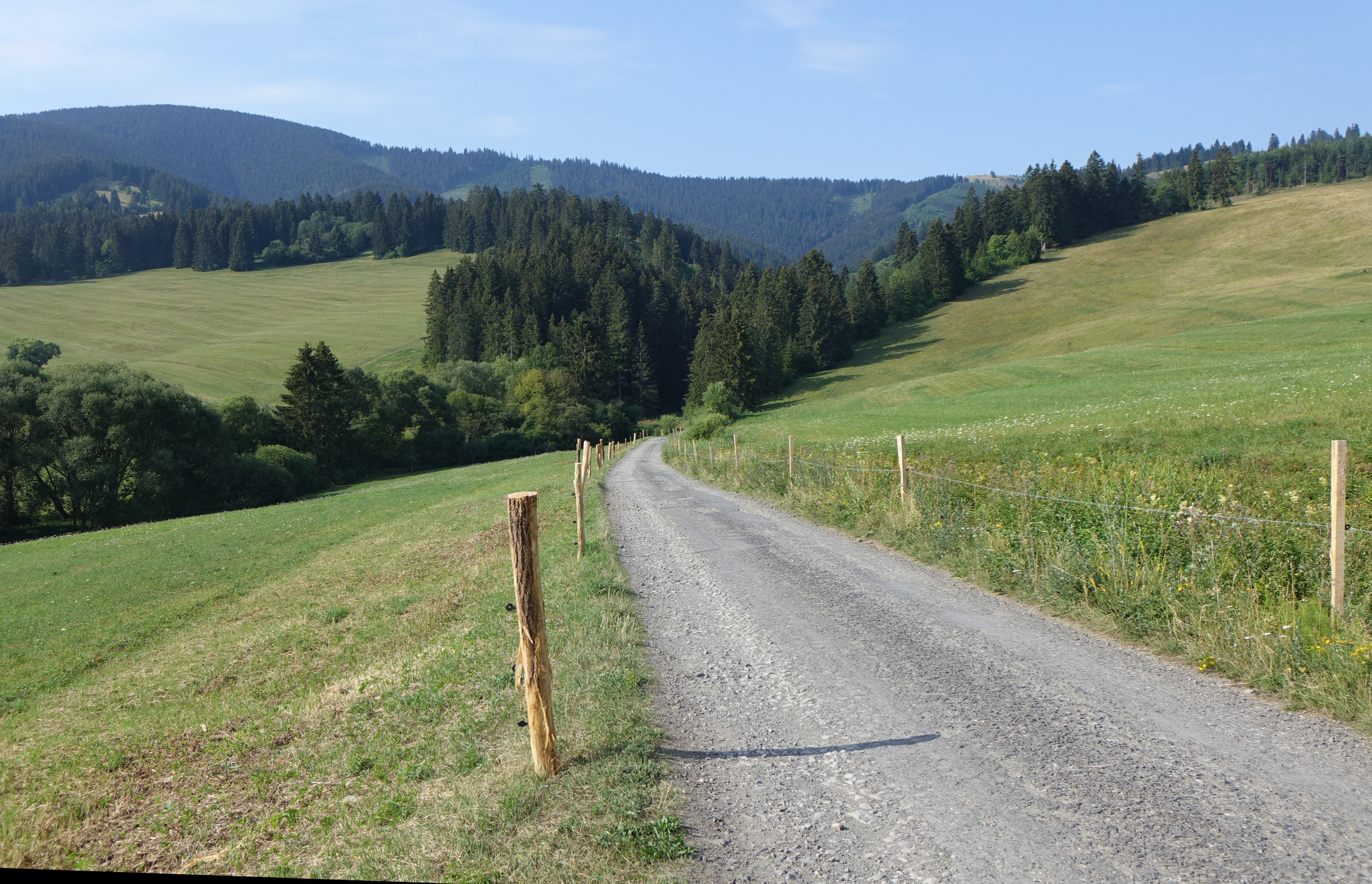
Ľupčianska Magura (po lewej) i Predná Magura

## Szlaki turystyczne
Partizánska Ľupča (Biela Ľupča) – Rumanec – Predná Magura. Odległość 4,8 km, suma podejść 575 m, czas przejścia: 1:50 h, ↑ 1:20 h